# Ginga no Chikai
Singles de MAX
Ano Natsu e to
(1999) Issho ni...
(1999)
Ginga no Chikai (銀河の誓い) est le quatorzième single du groupe MAX.

## Présentation
Le single, produit par Max Matsuura, sort le 25 août 1999 au Japon sous le label avex trax, trois mois seulement après le précédent single du groupe, Ano Natsu e to. C'est le dernier single du groupe à sortir au format mini-CD de 8 cm de diamètre, alors la norme pour les singles dans ce pays ; les suivants sortiront au format maxi-CD de 12 cm, la nouvelle norme. Il atteint la 5e place du classement des ventes de l'Oricon, et reste classé pendant huit semaines.
Le single contient deux chansons et leurs versions instrumentales. La chanson-titre est en fait une reprise du titre Aquarius de HIM sorti en single en 1995. Elle a été utilisée comme thème musical dans une publicité et comme générique de fin de l'émission télévisée Girls² de Nihon TV. Elle ne figurera sur aucun album original du groupe, mais sera présente sur sa première compilation Maximum Collection qui sort un mois plus tard, ainsi que par la suite sur ses compilations Precious Collection de 2002 et Complete Best de 2010 ; elle sera remixée sur ses albums de remix Hyper Euro Max de 2000, Maximum Trance de 2002, et New Edition de 2008. 
La chanson en face B, We'll Be Together, restera quant à elle inédite en album.
Une version promotionnelle du single sort aussi deux semaines après, le 11 septembre 1999, sur le label affilié Rhythm Republic, au format maxi 45 tours vinyle, ne contenant que la chanson-titre, deux versions remixées inédites, et le titre Sunny Holiday extrait du précédent album Maximum Groove.

## Liste des titres
| CD    | CD                                                           | CD                                             | CD    | CD | CD | CD | CD | CD | CD |
| No    | Titre                                                        | Paroles / Musique / Arrangements               | Durée |    |    |    |    |    |    |
| ----- | ------------------------------------------------------------ | ---------------------------------------------- | ----- | -- | -- | -- | -- | -- | -- |
| 1.    | Ginga no Chikai (銀河の誓い)                                 | HIM / HIM / Eiji Isomura                       | 4:59  |    |    |    |    |    |    |
| 2.    | We'll Be Together (We'll be together)                        | Yûko Ebine / Hironari Tatsumi / H. Tatsumi     | 4:35  |    |    |    |    |    |    |
| 3.    | Ginga no Chikai (Original Karaoke) (銀河の誓い ...)          | (Instrumental) / H.I.M. / Eiji Isomura         | 4:59  |    |    |    |    |    |    |
| 4.    | We'll Be Together (Original Karaoke) (We'll be together ...) | (Instrumental) / Hironari Tatsumi / H. Tatsumi | 4:35  |    |    |    |    |    |    |
| 19:08 |                                                              |                                                |       |    |    |    |    |    |    |

| A1. | Ginga no Chikai -Dub's Galatic Club Remix- (銀河の誓い ...)    | HIM / HIM / Izumi "D.M.X" Miyazaki                |  |
| A2. | Ginga no Chikai -Original Mix- (銀河の誓い -ORIGINAL MIX-)     | HIM / HIM / Eiji Isomura                          |  |
| B1. | Ginga no Chikai -Grow Sound Mix- (銀河の誓い -GLOW SOUND MIX-) | HIM / HIM / DJ Soma                               |  |
| B2. | Sunny Holiday -Original Mix- (de l'album Maximum Groove)       | Shinhito Ohta / Eriksson, Eliasson / Eiji Isomura |  |